# My Oni Girl
My Oni Girl (jap. 好きでも嫌いなあまのじゃく Suki demo kirai na amanojaku) – japoński film animowany z 2024 roku w reżyserii Tomotaki Shibayamy, wyprodukowany przez Studio Colorido i Twin Engine. Został wydany jednocześnie w japońskich kinach i globalnie na platformie Netflix 24 maja 2024.

## Fabuła
Yatsuse Hiiragi, uczeń pierwszej klasy liceum, jest typem osoby, która nie potrafi odmawiać prośbom innych. Pragnie dobrze dogadywać się z otaczającymi go ludźmi i unikać bycia nielubianym. Mimo to, jego starania często kończą się niepowodzeniem, a on sam nie ma nikogo, kogo mógłby nazwać najlepszym przyjacielem. Pewnego letniego dnia, kiedy niespodziewanie pada śnieg, spotyka Tsumugi – dziewczynę oni, która przybyła do świata ludzi w poszukiwaniu swojej matki. Tsumugi, która ma osobowość całkowicie przeciwną do Hiiragiego i nie przejmuje się opinią innych, zabiera go w swoją podróż.

## Obsada
| Postać            | Japoński dubbing | Polski dubbing            |
| ----------------- | ---------------- | ------------------------- |
| Hiiragi Yatsuse   | Kenshō Ono       | Adam Pluciński            |
| Tsumugi           | Miyu Tomita      | Katarzyna Domalewska      |
| Ryūji Takahashi   | Shintarō Asanuma | Maciej Dybowski           |
| Mio Takahashi     | Aya Yamane       | Marta Parzychowska        |
| Shimako Yamashita | Tomoko Shiota    | Izabella Bukowska         |
| Naoya Yamashita   | Shirō Saitō      | Marcin Piętowski          |
| Mikio Yatsuse     | Miou Tanaka      | Jan Aleksandrowicz-Krasko |
| Mikuri Yatsuse    | Satsuki Yukino   | Ada Chełmińska            |
| Yōichi Tanimoto   | Shōzō Sasaki     | Arkadiusz Lipnicki        |
| Shion             | Noriko Hidaka    | Katarzyna Mazur           |
| Izuru             | Satoshi Mikami   | Konrad Darocha            |
| Gozen             | Hisako Kyōda     | Elżbieta Kijowska-Rozen   |
| Kaede Yatsuse     | Mitsuho Kambe    | Matylda Łonicka           |

## Produkcja
Film został po raz pierwszy zapowiedziany w kwietniu 2022 roku, z Tomotaką Shibayamą jako reżyserem, choć tytuł nie został jeszcze wtedy ujawniony. Produkcja ta jest częścią trzyfilmowej umowy na wyłączność między Studiem Colorido a Netflixem, która rozpoczęła się we wrześniu 2022 roku od premiery filmu Dom na falach w reżyserii Hiroyasu Ishidy.
W marcu 2024 roku ujawniono tytuł filmu i obsadę. Scenariusz napisała Yuko Kakihara, postacie zaprojektował Masafumi Yokota, a muzykę skomponowała Mina Kubota. Piosenką przewodnią jest „Uso janai” w wykonaniu Zutomayo.